# Sichuanwürger
Der Sichuanwürger (Lanius giganteus) ist eine fast hähergroße Vogelart aus der Gattung Lanius in der Familie der Würger (Laniidae). Er wurde erst 2016 von L. sphenocercus abgetrennt und in Artrang gestellt und ist seitdem die größte Art dieser Vogelgattung. Männchen und Weibchen dieses mächtigen, scharf kontrastierend schwarz-weiß-grau gefärbten Singvogels sind im Aussehen gleich und feldornithologisch nicht voneinander zu unterscheiden. Er ist deutlich dunkler als der Keilschwanzwürger, weist auf Flügeln und Schwanz weniger Weiß als dieser auf und seine schwarze Gesichtsmaske ist frontal über der Schnabelwurzel verbunden. Namensgebend im lateinischen Artepitheton ist seine Größe (griech.: γιγαντος = riesig, sehr groß). Der Sichuanwürger ist eine Hochgebirgsart, die in einigen zentral- und südchinesischen Provinzen meist nahe der Baumgrenze in Höhen über 3000 Metern vorkommt. Nach bisherigem Kenntnisstand ist er weitgehend Standvogel. Wahrscheinlich ist auch der Sichuanwürger ein opportunistischer Lauerjäger, der sich von großen Insekten sowie von verschiedenen Wirbeltieren wie kleinen Nagetieren, Singvögeln, Amphibien und Reptilien. Aufgrund seines hochalpinen Lebensraumes werden Vögel und kleine Säugetiere in den Wintermonaten überwiegen.
L. giganteus gehört zum Artenkreis der Großen Grauen Würger; die Art ist monotypisch. Die IUCN bewertet den Bestand der Art zur Zeit (Ende 2018) mit LC (= least concern – ungefährdet).
Mit Stand Ende 2018 existieren zu dieser Art keine wissenschaftlichen Untersuchungen; auch ihre Verbreitungsgrenzen sind weitgehend unbekannt. Detaillierte biologische Angaben können also nicht gegeben werden. Aufgrund der verwandtschaftlichen Nähe zur besser erforschten Schwesterart Lanius sphenocercus darf jedoch davon ausgegangen werden, dass viele, für diese Art erhobene Angaben, auch für Lanius giganteus Geltung haben. Besonders könnte dies auf die Abschnitte Nahrungszusammensetzung und Brutbiologie zutreffen, die hier mangels Daten nicht dargestellt werden können.

## Aussehen
Der Sichuanwürger misst etwa 31 Zentimeter. Er ist langflügeliger (L. sphenocercus: 122 mm; L. giganteus: 138 mm) und langschwänziger (L. sphenocercus: 139 mm; L. giganteus: 166 mm) als der Keilschwanzwürger. Das durchschnittliche Körpergewicht beider Geschlechter liegt bei  etwa 80 Gramm. Ein Färbungsdimorphismus besteht nicht; Weibchen werden als geringfügig kleiner angegeben.
Kennzeichnend sind der lange Schwanz und das kontrastierend gezeichnete schwarz-weiß-graue Gefieder; besonders im Flug fallen die breiten weißen Flügelzeichen der Handschwingen auf, während sich auf den Armschwingen kein durchgehendes weißes Band, wie beim Keilschwanzwürger, sondern nur einzelne isolierte, längliche, weiße Flecken befinden. Im Vergleich zu anderen grauen Würgern zeigt die Art auch im Sitzen im schwarzen Flügel sehr viel Weiß, doch sind beim Sichuanwürger die Weißanteile wesentlich reduzierter als beim Keilschwanzwürger und der Vogel wirkt insgesamt deutlich dunkler. In Hinsicht auf Farbtönung und Farbverteilung ähnelt der Sichuanwürger der Unterart lahtora des Raubwürgers, die durch den Hauptkamm des Himalayas großräumig getrennt, südwestlich von L. giganteus verbreitet ist.
Scheitel, Nacken, Mantel, Oberschwanzdecken und Bürzel sind schiefergrau, am dunkelsten im Bereich von Scheitel und Nacken. Das Schultergefieder ist weiß, doch ist dieser Bereich schmaler, verlaufender und damit weniger akzentuiert als beim  Keilschwanzwürger. Die schwarze Gesichtsmaske ist an der oberen, frontalen Schnabelbasis schmal verbunden und verläuft – sich leicht verbreiternd – bis hinter die Ohrdecken. Sie ist nicht weiß gerandet. Die Flügel sind schwarz, an der Basis fast aller Hand- und einiger Armschwingen weiß; dies erzeugt beim sitzenden Vogel einen weißen Flügelspiegel, beim fliegenden ein sich über die Handschwingen erstreckendes, zu den Armschwingen hin verjüngendes, breites weißes Flügelband; die Armschwingen zeigen eine unterschiedliche Anzahl unregelmäßig geformter weißer Flecken. Der Schwanz ist sehr stark gestuft. Seine zentralen zwei Steuerfedern und die Innenfahnen der angrenzenden beiden  sind zur Gänze schwarz, die übrigen sind weiß mit vereinzelten schwarzen Einschlüssen. Die Körperunterseite ist verwaschen grauweiß. Der mächtige Hakenschnabel ist schwarz, dunkelbraun bis schwarz sind auch die Läufe und die Iris der Augen.
Jungvögel weisen eine sehr ähnliche Farbverteilung auf. Sie sind etwas dunkler als juvenile Keilschwanzwürger und auf der Unterseite deutlich intensiver als diese bräunlich gewellt.

## Verbreitung und Lebensraum

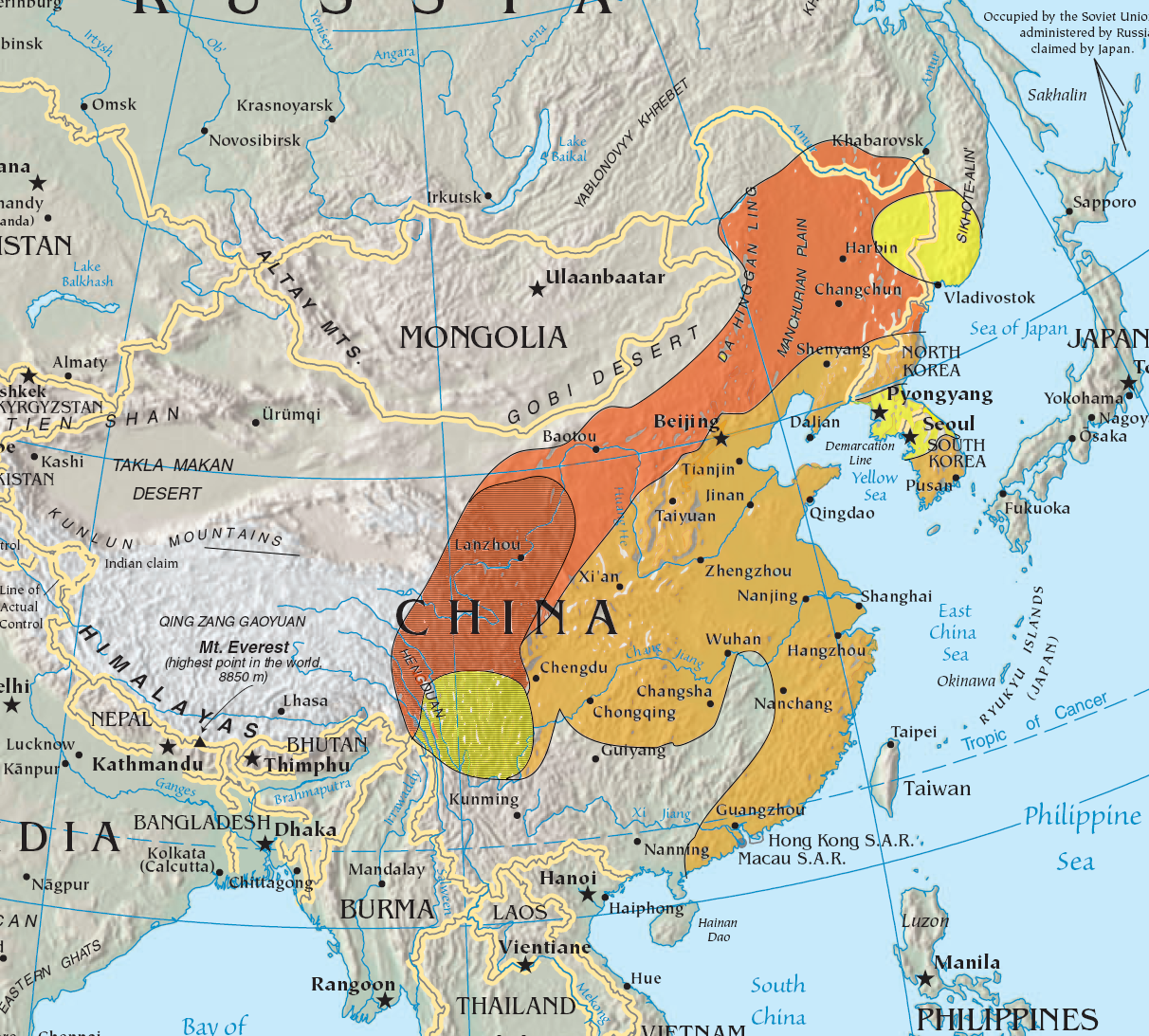
Verbreitung des Keilschwanzwürgers und des Sichuanwürgers: orange Brutgebiet des Keilschwanzwürgers (Sommer); gelb Brutgebiet des Keilschwanzwürgers (ganzjährig) orange schraffiert: Brutgebiet des Sichuanwürgers (Sommer); gelb schraffiert: Brutgebiet des Sichuanwürgers (ganzjährig)

Der Sichuanwürger ist ein  Brutvogel der zentral- und südchinesischen Provinzen Qinghai, Gansu, Xizang und Sichuan. Das bekannte Brutgebiet erstreckt sich von Nordosten nach Südsüdwesten in einem Ausmaß von etwa 1000 × 800 km², ist jedoch in seinen tatsächlichen aktuellen Ausmaßen nicht bekannt. Panov vermutet, dass das Helan-Gebirge eine wesentliche Barriere zwischen den Verbreitungsgebieten von Keilschwanzwürger und Sichuanwürger darstellt. Die Art scheint weit verbreitet zu sein aber nirgendwo häufig vorzukommen, könnte jedoch auch aufgrund ihres nicht sehr auffälligen Verhaltens und des unzugänglichen Lebensraumes oft übersehen worden sein. Sie bewohnt hochmontane Bergtundren, vereinzelt mit Büschen und Bäumen bestandenes Grasland nahe oder über der Baumgrenze sowie die Latschen- und Rhododendronzone in Höhen zwischen 3000 und 5200 Metern.
Über großräumige regelmäßige Wanderbewegungen ist nichts bekannt, doch werden Sichuanwürger in den Wintermonaten häufig südöstlich ihres Brutgebietes im Überwinterungsbereich des Keilschwanzwürgers beobachtet. Die Mehrzahl der Art dürfte jedoch im Brutgebiet überwintern und nur wetterabhängige altitudinale Wanderungen unternehmen.

## Systematik
Lanius giganteus wurde erstmals 1887 von Nikolai Michailowitsch Prschewalski beschrieben. Das Typusexemplar stammt aus dem nordöstlichsten Bereich des Brutvorkommens, einem Gebiet am Qinghai-See. Er wurde als Unterart von Lanius sphenocercus taxiert. Auffällige Unterschiede in den Habitatpräferenzen, deutliche Färbungsunterschiede sowie genetische Differenzen führten schließlich 2016 zur Splittung des Taxons in die beiden monotypischen Arten Lanius sphenocercus und Lanius giganteus durch das HBW, während andere Autoritäten wie die IOU zwar die Notwendigkeit einer Neubewertung betonen, sie jedoch noch nicht (Stand Ende 2018) umgesetzt haben.

## Bestand und Bedrohung
Es existieren weder quantitative noch qualitative Einschätzungen zum Bestand und der Bestandsentwicklung. Das Brutgebiet scheint keinen unmittelbaren Gefährdungen ausgesetzt zu sein, ein drastischer Bestandsrückgang wurde weder regional noch überregional bekannt. Deshalb schätzt die IUCN die momentane Situation (Stand Ende 2018) mit LC (=least concern – ungefährdet) ein.